# August Breithaupt
Johann Friedrich August Breithaupt (* 18. Mai 1791 in Probstzella; † 22. September 1873 in Freiberg) war ein deutscher Mineraloge.

## Leben

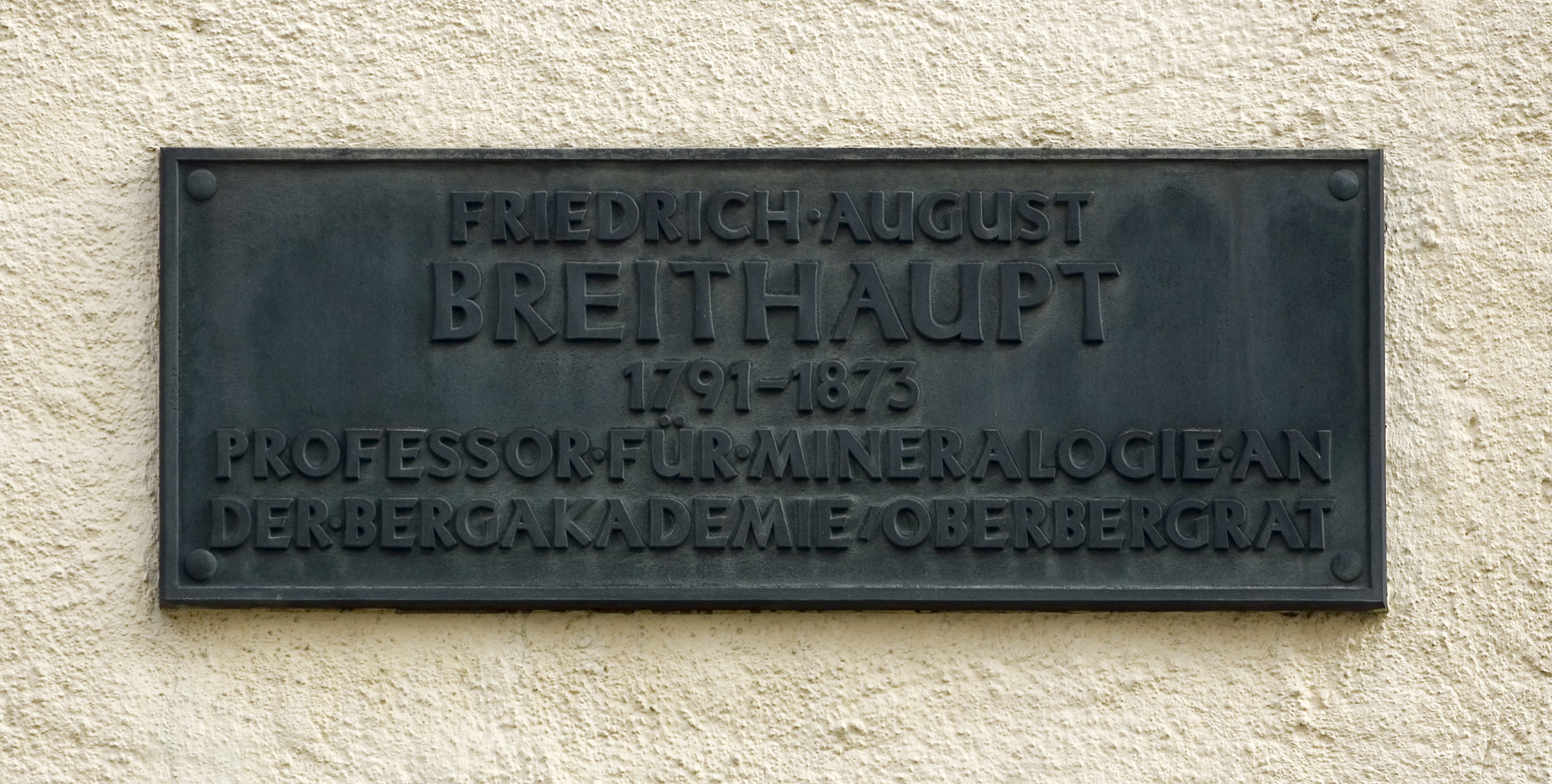
Gedenktafel an seinem Wohnhaus in Freiberg

August Breithaupt wurde 1791 in Probstzella bei Saalfeld/Saale als Sohn des herzoglich-sächsischen Rats und Oberamtmanns Friedrich Gottlob Breithaupt geboren. Von 1809 bis 1811 studierte er an der Universität Jena; danach ging er an die Bergakademie Freiberg, um bei Abraham Gottlob Werner seine Studien fortzusetzen. In Freiberg schloss er sich 1811 der Landsmannschaft Montania, dem späteren Corps Montania, an.

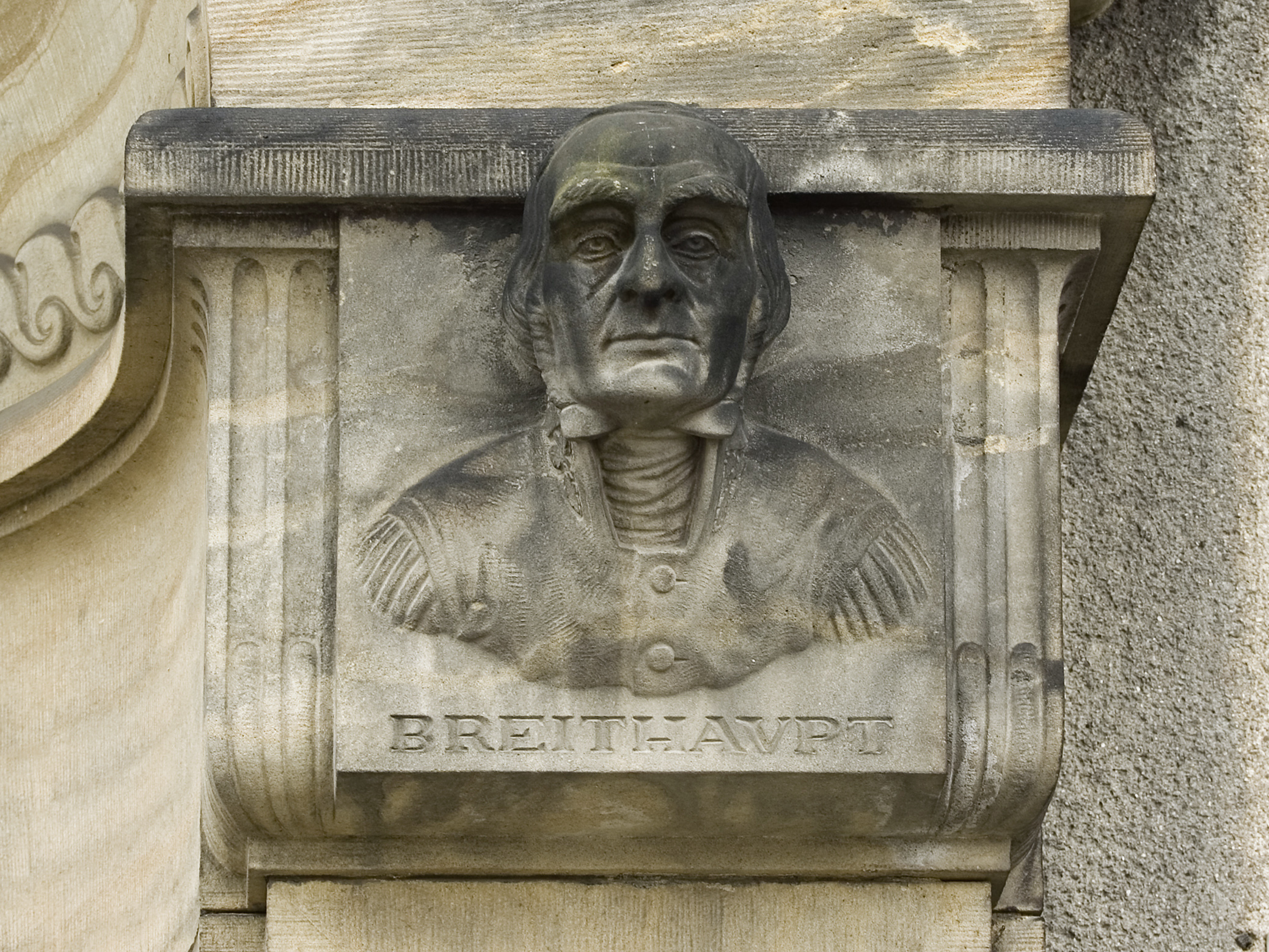
Darstellung am „Werner-Bau“ in Freiberg

1813 wurde er Lehrer für Mineralogie an der Freiberger Bergschule und Leiter der Sammlungen der Bergakademie. Nach Werners Tod (1817) übernahm Breithaupt dessen Mineralogievorlesungen, bis Friedrich Mohs ihn 1818 ablöste.
Als Mohs 1826 Freiberg verließ, erhielt August Breithaupt die Professur für Mineralogie, die er bis 1866 bekleidete.
Neben seiner wissenschaftlichen Tätigkeit förderte Breithaupt den Abbau von Steinkohle im Zwickauer Raum. Gemeinsam mit dem Bergrat Carl Amandus Kühn und den Bankiers Carl und Gustav Harkort gründete er 1840 den Erzgebirgischen Steinkohlen-Aktienverein.
Im Jahre 1849 veröffentlichte August Breithaupt sein Werk Die Paragenesis der Mineralien. Bei seinen Studien über die Eigenschaften und Vorkommen von Mineralen hatte er entdeckt, dass bestimmte Minerale immer wieder gemeinsam auftreten. Die Begründung der Paragenesenlehre, die von großer Bedeutung für die Lagerstättenkunde und den Bergbau ist, gilt als seine bedeutendste Leistung als Wissenschaftler. 1849 wurde er zum korrespondierenden Mitglied der Bayerischen Akademie der Wissenschaften gewählt.
Er entdeckte und beschrieb über 40 neue Minerale. Für die Bestimmung von Kristallsystemen führte er Bezeichnungen wie tetragonal, hexagonal und rhombisch ein. Er führte etwa 4.500 Dichtebestimmungen durch.
August Breithaupt war Mitglied in zahlreichen wissenschaftlichen Gesellschaften, viele Ehrungen wurden ihm zuteil. Im Jahr 1853 wurde er zum Bergrat und 1863 zum Oberbergrat ernannt. Wilhelm Ritter von Haidinger benannte 1859 das Mineral Antimonnickel (NiSb) Breithauptit. Im Jahr 1863 wurde er zum Mitglied der Gelehrtenakademie Leopoldina und 1864 zum korrespondierenden Mitglied der Göttinger Akademie der Wissenschaften gewählt. 1872 wurde Breithaupt Ehrenbürger der Stadt Zwickau. Zudem war er Mitglied der Freiberger Freimaurerloge Zu den drei Bergen und deren Meister vom Stuhl.
In den letzten Lebensjahren litt er unter einem schweren Augenleiden, das ihn schließlich erblinden ließ. Eine Augenoperation im Sommer 1873 blieb ohne Erfolg. Er starb am 22. September 1873 in Freiberg, wo ihm zu Ehren eine Straße seinen Namen trägt.
Breithaupt war der Vater des Geologen Hermann Theodor Breithaupt und der Onkel des Chemikers Clemens Winkler.

## Schriften
- Über die Aechtheit der Kristalle (1815, Digitalisat)
- Kurze Charakteristik des Mineral-Systems (1820)
- Vollständige Charakteristik des Mineral-System's (1823, Digitalisat der 3. Auflage von 1932)
- Die Bergstadt Freiberg im Königreiche Sachsen (1825, Digitalisat)
- Vollständiges Handbuch der Mineralogie (3 Bände, 1836–1847, Digitalisat von Band 1, Digitalisat von Band 2, Digitalisat von Band 3)
- Die Paragenesis der Mineralien (1849, Digitalisat)